# Zvonek alpský
Zvonek alpský (Campanula alpina) je druh rostliny z čeledi zvonkovité. Je to vytrvalá chlupatá bylina s přízemní růžicí listů a olistěnou lodyhou nesoucí hrozen jasně modrých zvonkovitých květů. Je rozšířen v pohořích střední a jihovýchodní Evropy, zejména v Alpách a Karpatech, kde roste v alpínském a subalpínském stupni. V České republice se nevyskytuje, nejblíže roste na Slovensku a v Rakousku. Je podobný příbuznému zvonku vousatému (Campanula barbata).

## Popis
Zvonek alpský je vytrvalá, chlupatá bylina, dorůstající výšky 5 až 20 cm. Oddenek je silný, vícehlavý, bez výběžků. Lodyha je přímá, jednoduchá nebo větvená. Listy v přízemní růžici jsou obkopinaté, na bázi zúžené v krátký řapík, v koncové části mělce vroubkované. Lodyžní listy jsou jazykovitě kopinaté, celokrajné nebo vroubkované. Květy jsou široce zvonkovité, jasně modré, nicí, uspořádané v chudém až bohatém hroznu, někdy jsou drobnější rostliny i jednokvěté. Kališní cípy jsou podlouhle kopinaté, mezi nimi jsou malé, vejčitě kopinaté přívěsky (meziušty). Koruna je 15 až 20 mm široká, uvnitř huňatá, se špičatými cípy. Blizna je většinou trojdílná. Tobolky jsou nicí a otevírají se 3 otvory nad bází.

## Rozšíření

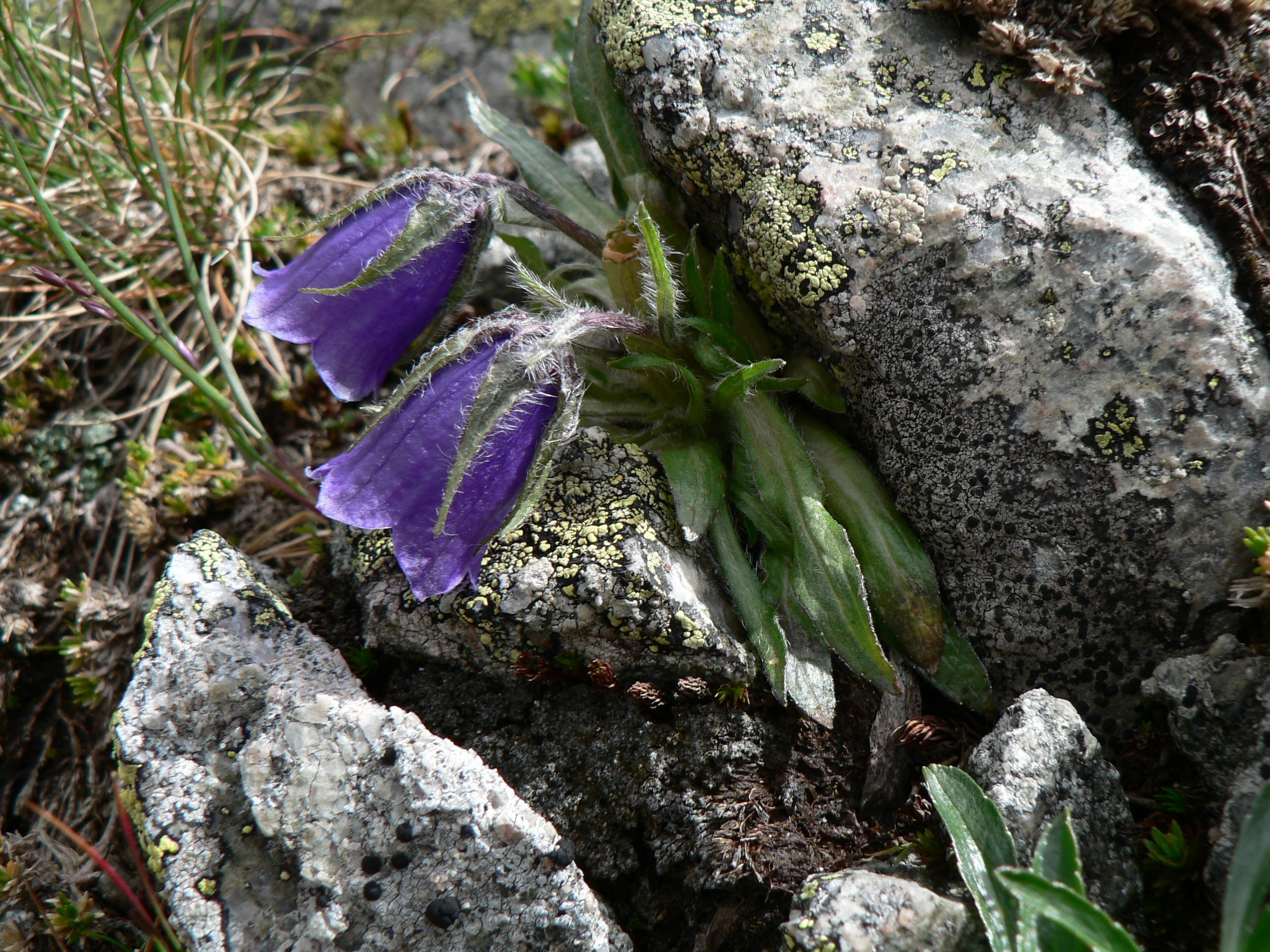
Zvonek alpský v Javorové dolině

Zvonek alpský je rozšířen v Alpách a Karpatech.
Západní hranice areálu vede přes severovýchodní Itálii, Rakousko a slovenské i polské Tatry. Na Slovensku roste v Nízkých i Vysokých Tatrách a v Chočských vrších.
V Alpách se vyskytuje pouze ve východní části a do Švýcarska již nezasahuje.